# Sumner Redstone
Sumner Redstone (Boston, Massachusetts; 27 de mayo de 1923-Los Ángeles, California; 11 de agosto de 2020) fue un empresario estadounidense de los medios de comunicación, dueño mayoritario y presidente de la Junta Directiva de la cadena de cines National Amusements. A través de esta institución, Sumner Redstone poseía la mayoría de ViacomCBS (que es, a su vez, la empresa matriz de ViacomCBS Domestic Media Networks, BET, y del estudio de cine Paramount Pictures). Asimismo, su familia es socia de MovieTickets.com. Según la revista Forbes, su patrimonio está valorado en 5800 millones de dólares.

## Infancia y formación académica
Sumner nació en una familia judía en Boston, Massachusetts. Sus padres son Belle y Michael Rothstein. En 1940 su padre cambió el apellido de la familia de "Rothstein" a "Redstone" ("Redstone" es una traducción literal del nombre judío-alemán, "Rothstein"). Michael Rothstein era el propietario de Northeast Theater Corporation en Dedham (Massachusetts). También fue el impulsor del National Amusements, y del local nocturno de Boston Latin Quarter Nightclub.
Redstone asistió a Boston Latin School, donde se graduó con las mejores notas de su clase. En 1944 completó sus estudios secundarios en Harvard College. Poco después, Redstone se enroló en el Ejército de Estados Unidos, donde sirvió como primer teniente durante la Segunda Guerra Mundial, al mando de un equipo que decodificaba los mensajes japoneses. Después de su paso por el Ejército, compaginó en Washington D. C. pequeños trabajos con su asistencia a la Georgetown University Law School. Finalizó su carrera en la Escuela de Derecho de Harvard. Se licenció en el año 1947.
Después de terminar su carrera de Derecho, Redstone trabajó como asistente del fiscal general de EE. UU. Tom C. Clark (quien más tarde fuera nombrado juez asociado de la Corte Suprema de los Estados Unidos, donde permaneció desde 1949 hasta 1967). Posteriormente trabajó para el Departamento de Estados Unidos de División de Impuestos en Washington D. C. y en San Francisco. A partir de aquí, sus siguientes trabajos ya pertenecerían a su esfera privada.
En 1954 comenzó a trabajar en la cadena de cines pertenecientes a su padre, National Amusements. Hasta 1967 no fue nombrado director general de la empresa. A medida que la compañía creció, Redstone llegó a creer que los contenidos podrían ser más importante que los mecanismos de distribución. Según Redstone, los canales de distribución siempre existirían, pero, sin embargo, el contenido siempre sería esencial (Redstone acuñó la frase: "el contenido es rey!").
En sus inicios profesionales, invirtió en Columbia Pictures, Twentieth Century Fox, Orion Pictures y Paramount Pictures (posteriormente, Viacom compraría Paramount en la década de 1990). Estas operaciones reportarían enormes beneficios a la empresa familiar tras vender sus participaciones a principios de 1980.
En 1979 Redstone sufrió graves quemaduras en un incendio declarado en el Hotel Copley Plaza, en Boston. Logró sobrevivir después de permanecer treinta horas en estado crítico en el Hospital General de Massachusetts. A pesar de que los médicos le advirtieron de que nunca podría ser capaz de hacer una vida normal, ocho años más tarde ya estaba en plena forma para lanzar una OPA hostil de Viacom e, incluso, para jugar al tenis a diario.

## Carrera profesional

### Viacom
Buscando futuros negocios, Redstone puso su objetivo en Viacom International, compañía en la que ya había invertido. Viacom emitía la mayoría de las producciones de la CBS (como Hawaii Five-O, Gunsmoke o I Love Lucy). También fue un éxito del grupo de comunicación la emisión programas de espectáculos propiedad de Carsey-Werner Productions, como The Cosby Show, Roseanne o A Different World).
Viacom también era la propietaria de MTV Networks (anteriormente conocidos como Warner-Amex Satélite Entertainment), que poseía las cadenas MTV y Nickelodeon. Además, era dueña de Showtime Networks (una cadena de televisión de pago similar a HBO y Cinemax) y The Movie Channel. Viacom adquirió MTV Networks en 1985 por 550 millones de dólares, que pagó a Steve Ross Warner Communications.
Después de una OPA hostil que duró cuatro meses en el año 1987, Redstone obtuvo el control total de Viacom y llevó a cabo una serie de adquisiciones para que la compañía fuera uno de los grupos de comunicación más modernos, a la altura de Bertelsmann, News Corporation, Time Warner, Sony, Disney y NBC Universal.

### Paramount Pictures
La siguiente adquisición de Redstone fue la de Paramount Communications (anteriormente denominada Gulf+Western), compañía que fue la precursora de Paramount Pictures. La tarea de hacerse con Paramount no fue sencilla, pues estaban interesados otros compradores, como Barry Diller (exconsejero de Vivendi Universal y CEO de IAC/InterActiveCorp) y John Malone (presidente de TCI/Liberty Media). Así las cosas, Redstone tuvo que elevar su oferta en tres ocasiones. Algunas voces dicen que Redstone pagó una cantidad excesiva. Sin embargo, logró rentabilizar la operación poco después con la venta de determinados activos, como el Madison Square Garden (donde juegan los New York Knicks de la NBA y los New York Rangers de la NHL) a Cablevision de Charles Dolan y Simon & Schuster (de la editorial Pearson) por casi 4.000 millones de dólares. Así pues, Redstone cambió la situación de pérdidas en Viacom a lograr un beneficio sustancial. Bajo el mando de Redstone, Paramount logró producir películas con gran éxito de taquilla, como Saving Private Ryan, Titanic, Braveheart, Forrest Gump o la saga de Misión Imposible. Sin embargo, en el año 2004, Redstone tuvo que sustituir al equipo de Jonathan Dolgen y Sherry Lansing después de que su racha de buenos resultados en taquilla llegara a su fin.
Al año siguiente, en 2005, se incorporó como presidente y director ejecutivo de Paramount Brad Grey. Desde que llegó a su puesto, la compañía volvió a saborear el éxito en la taquilla de los cines. De la mano de Grey, Paramount produjo sagas muy exitosas, como Transformers, Star Trek y Paranormal Activity. Asimismo, Paramount logró contar con realizadores de primer nivel, entre los que destacan J.J. Abrams, Michael Bay y Martin Scorsese. En el año 2010 también llegaron éxitos de renombre como Shutter Island y True Grit, películas que alcanzaron las mejores cifras de taquilla de Martin Scorsese y los hermanos Coen, respectivamente. Además, durante el mandato de Grey, Paramount lanzó su división internacional, Paramount Pictures International, que produjo películas importantes como Una verdad incómoda, Up in the Air y There Will Be Blood.
La adquisición de la Paramount por parte de Redstone era solo la punta del iceberg de su proyecto empresarial. También adquirió Blockbuster Entertainment, en la que se incluía la productora de Aaron Spelling y una enorme videoteca, muchas de las cuales pasaron a estar integradas en Paramount Pictures. Asimismo, Redstone compró CBS Corporation en el año 2000 para luego dejarla como una compañía independiente en 2005. Pero, eso sí, se llevó consigo todos los programas de televisión de Paramount y su enorme catálogo. Además de la CBS y Blockbuster Spinoffs, Viacom tiene en propiedad MTV Networks (MTV, Nickelodeon, VH1, Noggin etc), la productora musical Famous Music y Paramount Pictures.
En diciembre de 2005, Redstone anunció que Paramount había acordado la compra de DreamWorks SKG por un precio estimado de 1.600 millones de dólares. La adquisición se completó el 1 de febrero de 2006. El estudio de animación de DreamWorks Animation no fue incluido en el acuerdo, ya que ésta era independiente desde finales de 2004. Lo que sí tiene Paramount son los derechos de distribución de las películas de DreamWorks Animation.

### CBS
Una de las adquisiciones más importantes que acometió Redstone fue la CBS. El expresidente y consejero delegado de Viacom, Mel Karmazin (que entonces era el presidente de la CBS) propuso una fusión a Redstone. Operación que fue completada en el año 2000. Tras este movimiento, Viacom era una de las empresas más diversificadas de Estados Unidos. Tenía cadenas de televisión abierta (CBS y UPN), cadenas de televisión por cable (MTV, VH1, Nickelodeon, MTV2, Comedy Central, BET, Nick at Nite, Noggin/Th N, TV Land, CMT, y Spike TV), cadenas de televisión de pago (Showtime y The Movie Channel), emisoras de radio (Infinity Broadcasting), empresas de publicidad, productoras de cine (Paramount Pictures), y productoras de televisión (Spelling Entertainment, Paramount Television y Big Ticket Entertainment).
Después de que la CBS y Viacom dividieran sus caminos a fines de 2005, Redstone permaneció presidente de ambas compañías.

### Sucesión
Las empresas de Redstone confirmaron que su hija, Shari Redstone (vicepresidenta de la Junta Directiva de Viacom y de CBS, así como presidenta de National Amusements) está lista para heredar los cargos de su padre. Sin embargo, un artículo publicado el 22 de noviembre de 2006 el New York Times indicó que Redstone estaba reconsiderando el papel de su hija. Incluso, en 2007 padre e hija discutieron en público sobre la gobernabilidad corporativa y el futuro de la cadena de cines.
Según varios documentos hechos públicos, se ha sabido que, como parte del acuerdo del primer divorcio de Sumner, todas las acciones del empresario permanecen en un fideicomiso, que irá a parar a sus nietos. El 1 de marzo de 2010, Sumner confirmó este extremo y anunció públicamente que todas sus acciones las heredarán sus nietos.
Redstone hizo pública su dimisión como CEO de Viacom en 2006. Después de la renuncia de Mel Karmazin en 2004, fueron nombrados dos previsibles herederos para sustituir a ambos directivos: Leslie Moonves, que fue nombrado copresidente y codirector de Operaciones (era el número 2 a Karmazin en la CBS y fue el director general de Warner Bros); y Tom Freston, también designado copresidente y codirector de Operaciones (que había sido presidente y consejero delegado de MTV Networks desde 1987). A partir de la división de Viacom, Moonves se fue a la CBS y Freston se quedó para dirigir Viacom.
Cuando Moonves fue elegido nuevo copresidente y codirector de operaciones con Tom Freston, se especuló con que él estaba en la lista de los ejecutivos destinados a reemplazar a Michael Eisner en la Walt Disney Company, cuyo contrato expiró en 2006.
El 5 de septiembre de 2006, Redstone cesó a Tom Freston como presidente y consejero delegado de Viacom. Lo reemplazó por Philippe Dauman, que ejercía de abogado de la compañía. También trajo de vuelta el exdirector financiero Tom Dooley. Estos cambios fueron una sorpresa para muchos, ya que Freston había sido considerado por muchos como el heredero natural de Redstone al frente de la compañía. Redstone declaró públicamente que destituyó a Freston por la falta de impulso al negocio digital, además de por registrar caídas de audiencias en MTV Networks.
La división de la compañía fue aprobado por la Junta Directiva de Viacom el 14 de junio de 2005.

### Inversiones
Redstone llegó a tener más del setenta por ciento de las acciones de voto de Viacom. Viacom y CBS Corporation estuvieron controladas por Redstone través de National Amusements. Redstone vendió sus acciones de Midway Games (tenía más del 89%) en diciembre de 2008.

## Libros
La autobiografía de Redstone, A Passion To Win, (Peter Knobler es su coautor), fue publicado en 2001 por la editorial de Viacom Simon & Schuster. Este libro detalla toda la vida de Redstone: desde su infancia en Boston a la difícil toma de control de Viacom. También se detiene en los problemas que tuvo que superar a propósito de la adquisición y gestión de Blockbuster Video y Paramount Pictures. El libro también relata la mítica fusión con la CBS.

## Inclinaciones políticas
Redstone fue simpatizante del Partido Demócrata de Estados Unidos. No en vano, donó grandes sumas de dinero a ese partido político en numerosas campañas demócratas. Sin embargo, Redstone se decantó por el republicano George W. Bush sobre John Kerry en las elecciones presidenciales de 2004. Sostenía que la elección de Bush sería más beneficioso para su empresa y para la economía.

## Vida personal
En 1947 Redstone se casó con Phyllis Gloria Rafael. En 1999 se divorciaron. Tuvieron dos hijos: Shari y Brent Redstone. Tres años después de su divorcio, se casó con Paula Fortunato, una profesora de escuela primaria 39 años menor que él. Sumner Redstone pidió el divorcio seis años después. Redstone tenía una casa en el área de Beverly Park de Beverly Hills, California, que compró en 2002 por 14.500.000 dólares.
Falleció el 11 de agosto de 2020 a los 97 años.